# Llista de municipis del districte de Púchov
Llista de tots els municipis del districte de Púchov de la regió de Trenčín.
Informació actualitzada per un bot. Els canvis manuals es perdran quan s'actualitzi!
| Escut | Municipi         | Població | Superfície km² | Densitat | Altitud | Codi postal                               | Codi territorial | Dades a Wikidata              |
| ----- | ---------------- | -------- | -------------- | -------- | ------- | ----------------------------------------- | ---------------- | ----------------------------- |
|       | Beluša           | 6.183    | 51,3           | 120,45   | 254     | 018 61                                    | SK0228512851     | Modifica les dades a Wikidata |
|       | Dohňany          | 1.903    | 28,8           | 66,19    | 289     | 020 51                                    | SK0228512940     | Modifica les dades a Wikidata |
|       | Dolná Breznica   | 1.073    | 8,4            | 128,34   | 296     | 020 61 (pošta Lednické Rovne)             | SK0228512958     | Modifica les dades a Wikidata |
|       | Dolné Kočkovce   | 1.177    | 6,1            | 192,18   | 259     | 020 01 (pošta Púchov 1)                   | SK0228557439     | Modifica les dades a Wikidata |
|       | Horná Breznica   | 497      | 12,3           | 40,49    | 334     | 020 61 (pošta Lednické Rovne)             | SK0228557692     | Modifica les dades a Wikidata |
|       | Horovce          | 917      | 5,4            | 171,3    | 249     | 020 62                                    | SK0228513121     | Modifica les dades a Wikidata |
|       | Kvašov           | 636      | 7,5            | 85,17    | 332     | 020 62 (pošta Horovce)                    | SK0228557501     | Modifica les dades a Wikidata |
|       | Lazy pod Makytou | 1.224    | 49,9           | 24,55    | 380     | 020 55                                    | SK0228513300     | Modifica les dades a Wikidata |
|       | Lednica          | 894      | 22,7           | 39,47    | 404     | 020 63                                    | SK0228513318     | Modifica les dades a Wikidata |
|       | Lednické Rovne   | 3.844    | 10,7           | 357,58   | 278     | 020 61                                    | SK0228513326     | Modifica les dades a Wikidata |
|       | Lysá pod Makytou | 1.964    | 33,4           | 58,8     | 402     | 020 54                                    | SK0228513342     | Modifica les dades a Wikidata |
|       | Lúky             | 901      | 7,7            | 116,47   | 332     | 020 53                                    | SK0228513334     | Modifica les dades a Wikidata |
|       | Mestečko         | 488      | 5,4            | 89,99    | 321     | 020 52                                    | SK0228513377     | Modifica les dades a Wikidata |
|       | Mojtín           | 426      | 10,8           | 39,29    | 619     | 020 72                                    | SK0228513407     | Modifica les dades a Wikidata |
|       | Nimnica          | 732      | 7,4            | 99,51    | 266     | 020 71 (pošta Púchov - Priehrada mládeže) | SK0228557447     | Modifica les dades a Wikidata |
|       | Púchov           | 16.781   | 41,3           | 406,61   | 265     | 020 01                                    | SK0228513610     | Modifica les dades a Wikidata |
|       | Streženice       | 1.105    | 8              | 138,39   | 254     | 020 01 (pošta Púchov 1)                   | SK0228557471     | Modifica les dades a Wikidata |
|       | Visolaje         | 960      | 9,6            | 99,51    | 277     | 018 61 (pošta Beluša)                     | SK0228513776     | Modifica les dades a Wikidata |
|       | Vydrná           | 252      | 13,4           | 18,75    | 409     | 020 53 (pošta Lúky)                       | SK0228557498     | Modifica les dades a Wikidata |
|       | Zubák            | 830      | 25,7           | 32,34    | 450     | 020 64                                    | SK0228500348     | Modifica les dades a Wikidata |
|       | Záriečie         | 696      | 9,4            | 73,9     | 333     | 020 52 (pošta Mestečko)                   | SK0228513814     | Modifica les dades a Wikidata |